# Chalcis barbara
Chalcis barbara är en stekelart som först beskrevs av Cresson 1872.  Chalcis barbara ingår i släktet Chalcis och familjen bredlårsteklar. Inga underarter finns listade i Catalogue of Life.